# 北極峽谷
83°00′N 47°06′W / 83°N 47.1°W

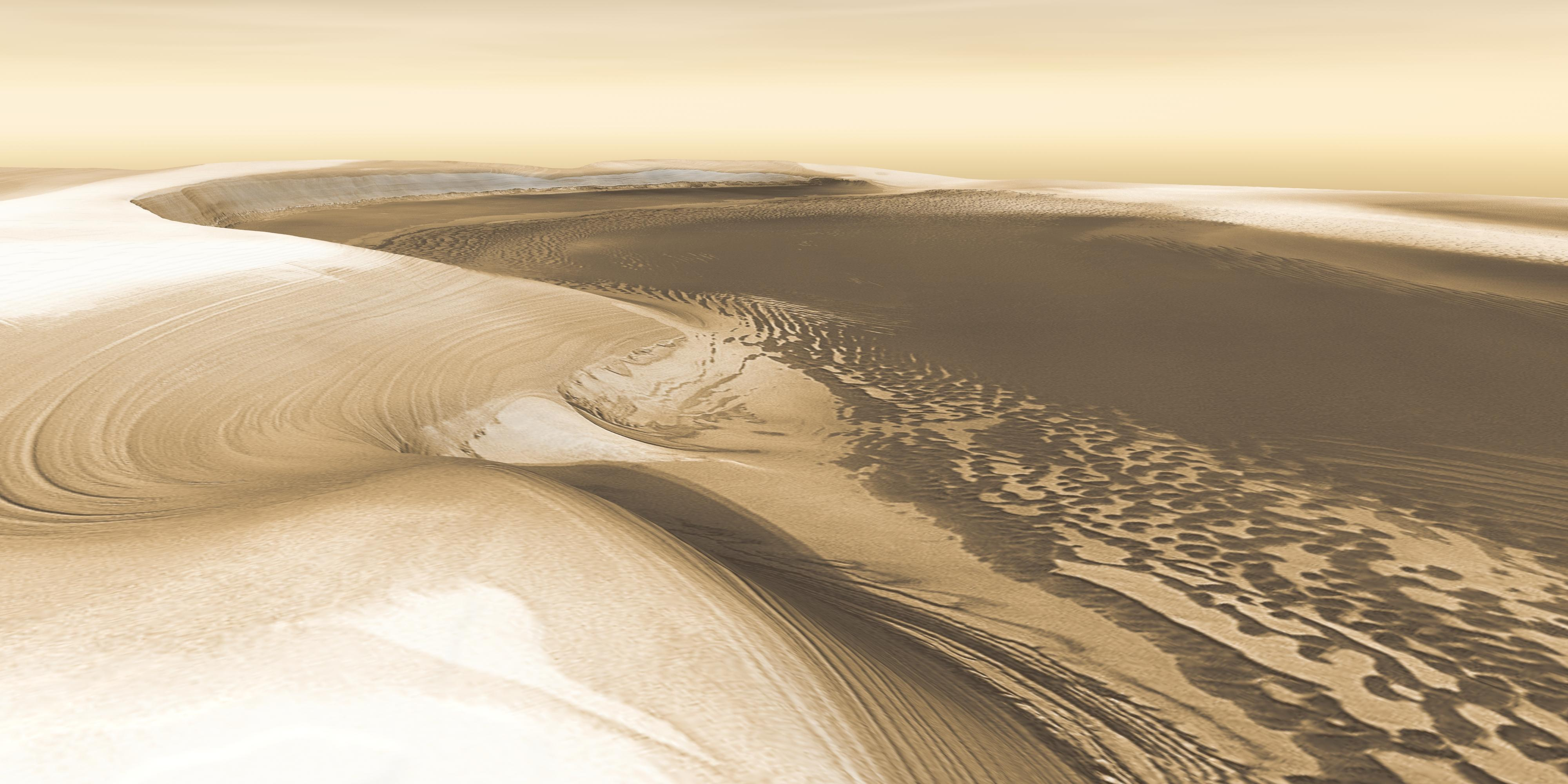
北極峽谷

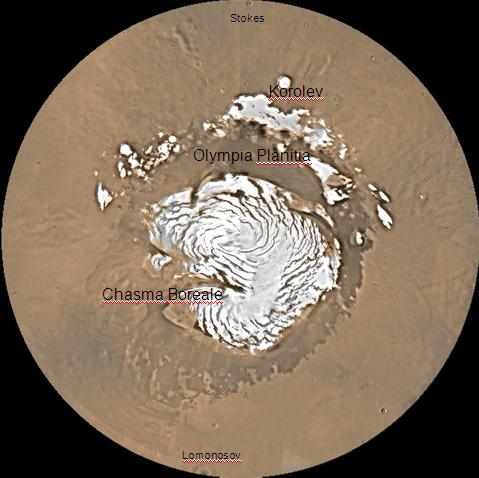
火星北極區域

北極峽谷（或音譯為博勒拉峽谷，Chasma Boreale）是在火星北極區的一個大型峽谷，位於北緯83°和西經47.1°。長度約560公里，名稱由來於早期命名的火星古典反照率特徵。該峽谷可發現明顯地層，是因為季節性冰的融化和凝結伴隨來自沙塵暴的砂土沉積。火星氣候的歷史紀錄可能記錄在這三層地層之中，就像地球上樹木的年輪和冰核。火星兩極都有類似峽谷的侵蝕地形，可能是因為兩極的風向造成。這些被侵蝕出來的槽溝受到沙的含量影響。沙量越多表面就越暗，造成更多冰融化，這是因為暗的表面會吸收較多太陽光能量。

## 圖集

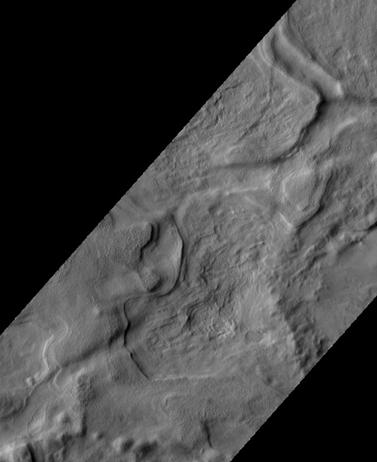
北極峽谷內的河道。
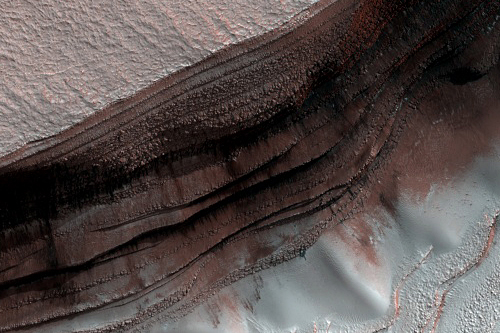
HiRISE拍攝的北極峽谷一景。
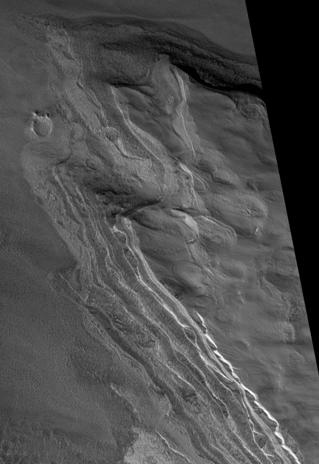
北極峽谷內的流線型地形。